# Ling Jie
Ling Jie, (Hengyang, 22 de outubro de 1982) é uma ex-ginasta chinesa que competiu em provas de ginástica artística.
Ling fez parte da equipe chinesa que disputou os Jogos Olímpicos de Sydney, em 2000. Neles, conquistou originalmente a medalha de bronze na prova coletiva, porém, uma violação da faixa etária da ginasta Dong Fangxiao retirou a medalha chinesa e a repassou para a equipe norte-americana, quarta colocada. Nas finais por aparelhos, subiu ao pódio na segunda colocação nas barras assimétricas, ao somar 9,837 pontos, 0,025 pontos atrás da campeã da prova, a russa Svetlana Khorkina.